# CH–53E Super Stallion

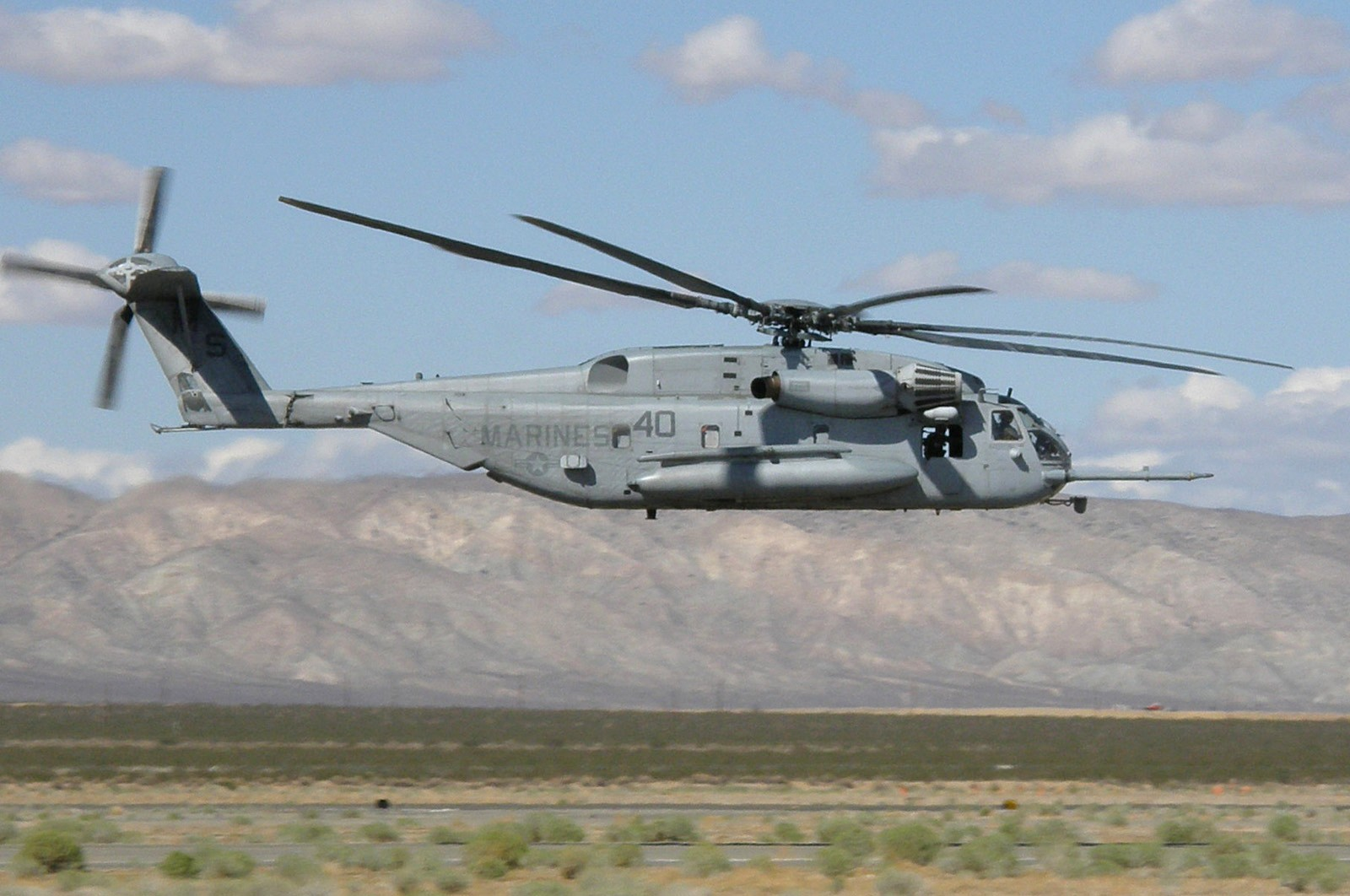
Egy tengerészgyalogsági CH–53E a Mojave-sivatag felett

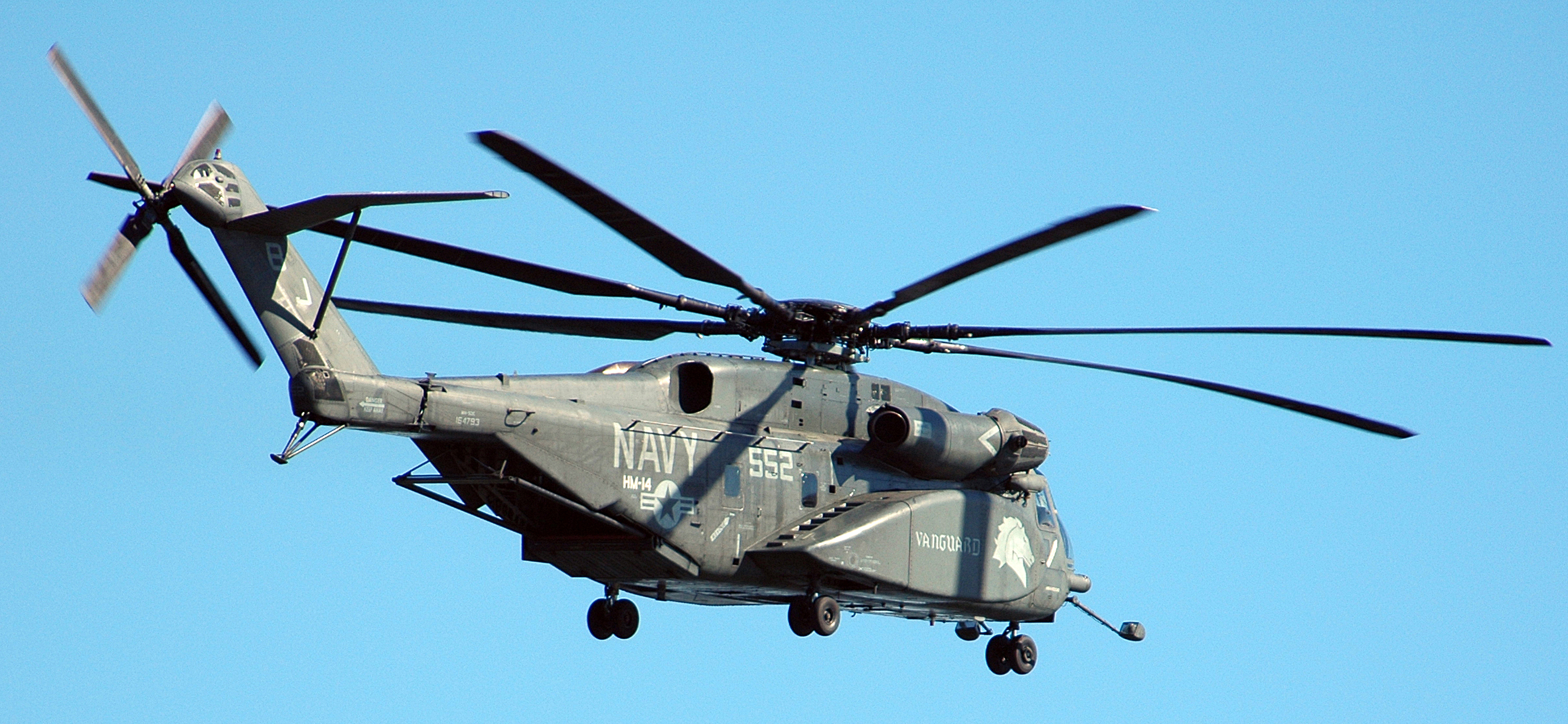
A növelt oldaltartályú MH–53E Sea Dragon változat

A CH–53E Super Stallion az amerikai haderő és a NATO legnehezebb és legnagyobb teljesítményű helikoptere, melyet a Sikorsky Aircraft fejlesztett ki az 1970-es évek második felében, a CH–53 Sea Stallion továbbfejlesztésével, elsősorban a Tengerészgyalogság számára. Az amerikai üzemeltetők egyöntetűen csak „hurrikán csinálónak” („Hurricane Maker”) becézik a típust, a hétlapátú főrotor által keltett légörvény miatt.
Kissé módosított, növelt oldaltartályokkal felszerelt változata az MH–53 Sea Dragon („tengeri sárkány”), amely a Haditengerészet nagy hatótávolságú víziaknatelepítő és -elhárító (Airborne Mine Countermeasures, AMCM) feladataira lett kifejlesztve. Természetesen mindkét típus teherszállításra is alkalmazható.
A CH–53E/MH–53E Sikorsky-gyártójele S–80.
Napjainkban folyik a váltótípus fejlesztése a Super Stallion alapjain, CH–53K jelzéssel (korábbi jelzése CH–53X). A tervek szerint új hajtóművekkel, kompozit rotorlapátokkal és szélesebb kabinnal szerelik fel.
A Tengerészgyalogság 2010-es költségvetési évére tervezett beszámolója szerint (kelt: 2009. okt. 1.) a USMC Super Stallionjai 2019-es év végéig biztosan állományban maradnak.

## Története
A típuselőd CH–53 fejlesztését S–65 jelzéssel a Tengerészgyalogsaág HH(X) (Heavy Helicopter Experimental, „nehéz kísérleti helikopter”) programjára kezdték meg 1962-ben. A projektet végül a Boeing Vertol CH–47-esével szemben nyerte meg. Az első prototípus, az YCH–53A 1964. október 14-én szállt fel. A tesztek befejezését követően a típus hadrendi neve CH–53A Sea Stallion lett, a gyártást 1966-ban kezdték meg. Az első altípust két darab General Electric T64–GE–6 gázturbina hajtotta meg, 2125 kW teljesítménnyel, 20 865 kg-os maximális felszállótömeggel, melyben 9072 kg volt a hasznos teher.
A típus több változatot ért meg, úgymint RH–53A/D, HH–53B/C, CH–53D, CH–53G és MH–53H/J/M. Az RH–53A-t és az RH–53D-t a Haditengerészet üzemeltette aknafelderítő/-telepítő bevetésekre. A CH–53D-et erősebb T64-hajtóművekkel látták el, valamint külső tüzelőanyag-póttartályokkal szerelték fel. A CH–53G a D változat NSZK részére, ott helyben gyártott változata.
A Légierő is rendszerbe állította HH–53B/C Super Jolly Green Giant névvel, melyeket a különleges erők bevetésein és kutató-mentő szolgálatoknál használtak, elsőként a vietnámi háborúban. A Légierő továbbfejlesztett elektronikai változatai az MH–53H/J/M Pave Low helikopterek voltak az utolsó kéthajtóműves H–53-változatok, melyeket mélységi behatolás során rádióelektronikai felderítésre, lehallgatásra, zavarásra alkalmaztak.

### H–53E
A Tengerészgyalogság 1967 októberében újabb fejlesztési igénnyel állt elő, melyben kikötötték, az új típusnak 80%-kal nagyobb emelőkapacitással kell bírnia a CH–53D-hez képest, valamint hadihajókon – főként a partraszálló hajókon – való üzemre is képesnek kell lennie. A Haditengerészet és a Légierő is érdeklődött a tender iránt, hasonló típust kerestek. Még a tenderkiírást megelőzően a Sikorsky kidolgozott egy fejlesztett CH–53D-tervet, melyben újabb, immár harmadik gázturbinát szereltek volna be és erősebb, nagyobb teljesítményű rotorrendszert alkalmaztak volna, jelzése gyári S–80 lett. A kidolgozott munkát 1968-ban mutatták be a Tengerészgyalogságnak. A vezetés támogatta a tervezetet, mely gyorsabb átfutással és alacsonyabb költségekkel kecsegtetett, mint egy teljesen új fejlesztés.
Két évvel később, 1970-ben az amerikai védelmi miniszter (Melvin Robert Laird) ismételt nyomása ellenére a Haditengerészet és a Tengerészgyalogság elutasította a Boeing Vertol által javasolt – Chinook-alapokon nyugvó – XCH–62 alkalmazását, melyet a Hadseregnek terveztek, ugyanis túl nagynak találták a partraszállóhajó-fedélzeti üzemekhez. Végül maga a projekt is félbe maradt. A védelmi miniszter „kudarca” alatt azonban a saját fejlesztés sem állt le, a YCH–53E jeltésű prototípusba beépítették a harmadik hajtóművet és felszerelték egy nagyobb átmérőjű, hétágú rotorral, első felszállása 1974-ben történt.
A változtatások érintették a törzset, melyet megerősítettek és meghosszabbították 6 lábbal és 2 hüvelykkel (1,88 méterrel) és az erőátviteli rendszert is átalakították, a csak erre a típusra jellemző púpban (hátul fent) helyezték el az erőátviteli tengelyt is, magát az erőátviteli rendszert is megerősítették. A főrotorlapátokat titánötvözet–üvegszál kompozitból készítették el, a farokrotortartót is módosították: balra elhúzták és az előd vízszintes vezérsíkjait elhagyták, helyettük egy jobb oldalra felszerelt szárnyat építettek be. Ezek a módosítások szintén ellennyomatékot szolgáltatnak a helikopter folyamatos repülése során. Új automata fedélzeti rendszert fejlesztettek ki. Ez az új digitális rendszer meggátolta a pilótákat a gép túlterhelésében.
Az YCH–53E repüléstesztjei során bebizonyította, hogy képes 17,8 tonna terhet felemelni, illetve külső függesztmény nélkül képes 310 km/h-s sebesség elérésére 56 000 font felszállótömeg mellett. Ezt követően megrendeltek két elősorozat-példányt és egyet a statikus terhelések elvégzésére. Ebben az időben áttervezték a faroktartót is: ekkor lett kialakítva a jobb oldali szárny faroktartóra merőleges része is, fél-sirályszány-szerűen, a külső rész közel 5 fokos szöget zár be a vízszinteshez képest, a farok és a függőleges sík által bezárt szög 20 fok.

#### MH–53E
A Haditengerészet szintén igényt támasztott a CH–53E bázisán kialakított nagy hatótávolságú aknafelderítő/-telepítő változat kialakítására. A kifejlesztett altípus MH–53E Sea Dragon néven állt hadrendbe. Jelentősen megnövelték a kétoldali üzemanyagtároló tartályokat és a raktér végébe egy kétfős aknafelderítő szonárrendszert kiszolgáló kezelőpultot építettek ki. Meghagyták a légiutántöltő csonkot és további 7 darab 300 gallon belső térfogatú üzemanyagtartály elhelyezését is lehetővé tették a raktérben. Képes levegőben utántöltésre is (azaz üzemanyag-átadásra is). A digitális fedélzeti rendszert kiegészítették az aknafelderítő szonár vontatásából adódó repülési sajátosságok kezelésére is. Az első prototípus 1981. december 23-án szállt fel, a Haditengerészet 1986-ban állította szolgálatba. A 46 darab átvételét követően, a Haditengerészet megmaradt RH–53D-it teherszállítóvá alakította át.

## Gyártás
A típus gyártására a szerződést 1978-ban írták alá, az első legyártott gépek 1981-ben álltak szolgálatba. Az első legyártott gép 1980 decemberében szállt fel. A Haditengerészet csak kis számban rendszeresítette, a két haderőnem összesen 177 darabot vett át a CH–53E-ből.
Az MH–53E-t 1982-től gyártották, összesen 46 darabot vett át az amerikai és 10 darabot a japán haditengerészet. Utóbbiét S–80–M–1 jelzéssel látták el.

## Felépítés
A gép fémszerkezetű, hagyományos, duplaabroncsú tricikli-futóművel van ellátva, mindhárom behúzható. Törzse szintén hagyományos, keresztbordák és hosszmerevítők rendszere, fémlemez burkolattal a külső felületen szegecseléssel rögzítve, a rakodótér nincs burkolva. A kétfős pilótafülke a törzs elején, a rakodórámpa a törzs hátsó részén lett kialakítva, a törzsbe és a pilótafülkébe elölről csak a jobb oldalon elöl kialakított deszantajtón keresztül lehet be- és kiszállni. A rakodótér és a pilótafülke között szintkülönbség van. A hátul kialakított rakodónyílást azt kb. 2/3-ban takaró rakodórámpa lefelé, és 1/3-ban takaró, felfelé nyíló ajtó van felszerelve, utóbbi vízszintes helyzetben a beltérben rögzül.
A helikopter hagyományosan egy fő- és egy farokrotorral van felszerelve, a főrotor hét lapátból, a farokrotor négy lapátból áll. A két – a korábbi típusokra is jellemző módon – eredeti hajtóművek kívül lettek elhelyezve a törzs mellső-felső részén, a harmadik hajtómű a bal oldali mögött, a hossztengelyhez viszonyítva kissé ferdén került beépítésre. Mindhárom hajtómű azonos típus, azonos szűrőberendezéssel van ellátva. A harmadik hajtómű miatt lett kialakítva a törzs felső részén egy ferde „gerinc”, amely az erőátviteli főtengelyt foglalja magában.

## Megrendelő és üzemeltető országok

### Amerikai Egyesült Államok
Az Amerikai Egyesült Államok Haditengerészete
| HC–2  |                 | CH–53E | 161543, 161990                                                                         |
| HC–4  | Black Stallions | CH–53E | 161533, 161537, 161538, 161539, 161540, 161988                                         |
|       |                 | MH–53E | 162504, 162505, 162514, 162516, 163052, 163053, 163057, 163065, 163068, 164864         |
| HM–12 |                 | CH–53E | 161534                                                                                 |
| HM–14 | Vanguard        | MH–53E | 163066, 163067, 163068, 163070, 164769, 164773, 164793, 164861, 164862, 164863, 164864 |
| HM–15 | Blackhawks      | MH–53E | 162497, 162507, 162510, 164764, 164766, 164768, 164793                                 |
| AWSTS |                 | MH–53E | 163069                                                                                 |

MH–53E az AMARC-ban lekonzerválva (5 db): 162506 (2000. március 16-tól), 162511 (2004. szeptember 10-től), 163058 (1999. december 9-től).
 Az Amerikai Egyesült Államok Tengerészgyalogsága
| HMH–361 | Flying Tigers | CH–53E | 1990. august 23-án kezdték meg az átfegyverzést | 163081, 164783                                                 |
| HMH–461 |               | CH–53E | 1987-ben repültek először a típussal, és 1988 szeptemberében vették át az első párat a 11 darabból.                                                       | 161994, 163062                                                 |
| HMH–462 | Heavy Haulers | CH–53E | 1992 júniusában vették át az elsőt és utána a többit. | 162004                                                         |
| HMH–464 | Condors       | CH–53E | 1990. augusztus 16-án 8 Super Stallion-juk fedélzetén 84 tengerészgyalogossal kitelepültek a Perzsa-öbölbe.                                               | 161180, 161255, 161535, 162001, 163060                         |
| HMH–465 | Warhorse      | CH–53E | 1981 december elején az első nyugati parti század volt, amely megkapta a CH–53E-ket. Ezzel a USMC második, a Marine Aircraft Group 16 első ilyen százada. | 161997, 162478, 163072, 164361, 164364, 164776, 164789, 164860 |
| HMH–466 | Wolfpack      | CH–53E | Az 1984 november 30-án megalakult század volt a USMC harmadik, a Marine Aircraft Group 16 második ezzel a típussal felszerelt százada.                    | 161382                                                         |
| HMH–769 | Road Hogs     | CH–53E | | 162496, 162502, 165503, 165346                                 |
| HMH–772 | Hustlers      | CH–53E | | 162493, 165345, 165347                                         |
| HMM–161 |               | CH–53E | |                                                                |
| HMM–165 |               | CH–53E | | 162485                                                         |
| HMM–166 |               | CH–53E | | 162480, 162486, 162489                                         |
| HMM–261 |               | CH–53E | | 161989                                                         |
| HMM–263 |               | CH–53E | | 161989, 161994                                                 |
| VMM–264 | Black Knights | CH–53E | Legalább 6 darabot – és 6 CH–46E-t – üzemeltetnek 2003 óta (valószínűleg teljesen Osprey-kel szerelték át az alakulatot).                                 |                                                                |
| HMM–268 | Red Dragons   | CH–53E | | 162010, 162483, 162488                                         |
| HMM–365 |               | CH–53E | | 161534, 162485, 162517                                         |
| HMT–302 |               | CH–53E | | 162005, 164539, 165248                                         |
| HMX–1   |               | CH–53E | | 165249, 165251, 165253                                         |

### Japán
Japán Tengerészeti Véderő
10 darab MH–53E Sea Dragon-nal rendelkeznek (sorozatszámok: 8621–8649)